# Robert K. Tanenbaum
Pour les articles homonymes, voir Tanenbaum.
Robert K. Tanenbaum, né à Brooklyn dans l'État de New York, est un avocat, diplômé de Boalt Hall et un écrivain américain, auteur de roman policier.

## Biographie
Après des études de droit à l'université de Californie à Berkeley, il devient adjoint du procureur de district du comté de New York à Manhattan. Plus tard, il est nommé chef du bureau des homicides, puis chef des tribunaux pénaux, et est responsable du programme de formation du personnel juridique de la DA. En carrière, il n'a jamais perdu une affaire criminelle. Après son mandat au bureau du DA de Manhattan, il est nommé chef adjoint du comité sénatorial qui enquête sur les assassinats de John F. Kennedy et de Martin Luther King.
Il a enseigné la procédure pénale à l'Université de Californie à Berkeley. Membre des barreaux de l'État de New York, de la Pennsylvanie et de la Californie, il a donné dans ces trois états des séminaires juridiques de formation continue pour les avocats en exercice. 
Il a également été maire de Beverly Hills pendant deux mandats, de 1986 à 1994, et membre du Conseil de la ville pendant huit ans.
En littérature, il est le créateur de la série de romans dans lesquels apparaissent Butch Karp et Marlene Ciampi, avocats pour le bureau du procureur du district de New York.

## Œuvre

### Romans

#### SérieButch Karp et Marlene Ciampi
- No Lesser Plea (1987)
- Depraved Indifference (1989)
- Immoral Certainty (1991) Publié en français sous le titre Coupable Incertitude, traduit par Alexis Champon, Paris, J'ai lu. Polar no 3622, 1994  (ISBN 2-277-23622-5)
- Reversible Error (1992)
- Material Witness (1993)
- Corruption of Blood (1994)
- Justice Denied (1994)
- Falsely Accused (1996)
- Irresistible Impulse (1997)
- Reckless Endangerment (1998)
- Act of Revenge (1999)
- True Justice (2000)
- Enemy Within (2001)
- Absolute Rage (2002)
- Resolved (2003)
- Hoax (2004)
- Fury (2005)
- Counterplay (2006)
- Malice (2007)
- Escape (2008)
- Capture (2009)
- Betrayed (2010)
- Outrage (2011)
- Bad Faith (2012)
- Tragic (2013)
- Fatal Conceit (2014)

### Autres publications
- Badge of the Assassin (1979), en collaboration avec Philip Rosenberg
- The Piano Teacher: The True Story of a Psychotic Killer (1987), en collaboration avec Peter S. Greenberg
- Echoes of My Soul (2013)